# Kepler-174d

Imagem ilustrativa de Kepler-174 d como um possível planeta habitável.

Kepler-174d é um exoplaneta localizado sobre a borda externa da zona habitável. Sua massa e composição não são conhecidas, mas é provavelmente um planeta oceânico por causa de seu raio de 2,19 Terras. Seu período orbital é de cerca de 247 dias, com um semieixo maior de 0,651 UA. Orbita uma estrela menor, mais fria que o Sol, uma anã vermelha. Uma vez que está relativamente distante a partir de uma estrela pequena, é provável que seja livremente rotacional, dispersando uniformemente o calor na superfície, tornando deste modo mais partes da sua superfície como sendo habitáveis. Está a 1 175 anos-luz de distância.